# متلازمة هاول إيفانز
تُعتبر متلازمة هاول إيفانز حالة نادرة جدًا تتميز بزيادة سمك الجلد (فرط التقرن) في باطن الكفين والكعبين. ويرتبط هذا المرض الوراثي بزيادة نسبة الخطر للإصابة بسرطان المريء. ولهذا السبب تسمي احيانًا التايلوزيز المرتبط بسرطان المرئ.
تُتَوارث هذه الحالة عن طريق جين بدني سائد، وقد تم ربطها بطفرة في جين يسمي RHBDF2 وقد تم اكتشافها لأول مرة عام 1958.

## الأعراض
تُتَوارث هذه الحالة عن طريق جين سائد محمول علي كروموسوم جسمي، ومن اعراض هذه المتلازمة زيادة سمك الجلد في باطن الكفين والكعبين، ووجود قرح بالفم خاصة اللثة(صداف) بالإضافة إلي زيادة معدل الخطر للإصابة بسرطان المرئ لدي المصابين بهذه المتلازمة حيث تقدر نسبة المصابين بسرطان المرئ منهم 95% في عمر الخامسة والستين. يمكن أيضًا أن تنمو بعض الزوائد الجلدية علي الشفتين بسبب هذه المتلازمة.
هناك العديد من التصنيفات لأنواع هذه المتلازمة منها النوع الذي يسبب تآكل البشرة والنوع الذي لايسبب تآكل البشرة. كما يوجد تصنيف آخر بحسب وقت ظهور الأعراض فهناك النوع ب الذي يظهر مبكرًا في سن السنة وغالبًا ما تكون أعراضه بسيطة ويسهل الشفاء منه، أما النوع الأخر أ فهو يظهر في مراحل لاحقة من العمر بين سن خمس أعوام إلي سن خمسة عشر عامًا وهو مرتبط بقوة بالإصابة بسرطان المرئ.
تقل نسبة التعبير الجيني لبروتين السايتوجلوبين بنسبة ملحوظة تُقدر بحوالي 75% في خزعات تم أخذها من مرئ بعض المصابين بهذه الحالة. وطريقة حدوث هذا التغيير لاتزال غير معروفة.

## علم الوراثة
الجين المسؤول عن حدوث المتلازمة هو RHBDF2 الذي يقع علي الذراع الطويل من الكروموسوم رقم 17. تم اكتشاف الطفرة المسؤؤولة عن المرض في عائلات فنلندية وألمانية وإنجليزية وأمريكية. يُعد RHBDF2 عضوًا من مجموعة بروتييز السيرين داخل الغشاء الخلوي للخلية. ويُعتقد أن له دورًا مهما في استجابة النسيج الطلائي للجلد والمريء للإصابات. يقوم هذا الجين أيضًا بتنظيم افراز  العديد من المواد التي تُنشط مستقبل عامل نمو النسيج الطلائي.

## البيولوجيا الجزيئية
تم اكتشاف الانزيمات المعينية التي تعمل علي تكسير البروتينات التي تحتوي علي الحمض الاميني سيرين لأول مرة عام 1988. وتم فصلها لأول مرة عام 1990. يوجد بقلب الانزيميات المعينية بروتينات حلزونية ويقع الجزء النشط من الانزيم بداخل تجويف مُحب للماء. توجد الانزيمات المعينية بشكل خاص في ثلاث من ممالك الحياة فقط.
يقوم جين RHBDF2 بايقاف عمل الانزيمات المعينية من نوعية RHBDL2.
أما عند حدوث طفرة في هذا الجين فإنه يقوم بايقاف عامل نخر الورم ألفا.
تعمل الانزيمات المعينية من النوع RHBDL2 أيضًا علي عامل نمو البشرة وايفرين ب3.
تزداد كمية الثرومبو موديولين-بروتين سكري يوجد في الغشاء الخلوى للخلية-أثناء عملية التئام الجروح في الجلد. ويقوم RHBDL2 بتكسيره للحصول علي النسخة الذائبة منه.

### ارتباطات أخرى
يمكن أن يلعب RHBDF2 دورًا في الإصابة بسرطان المبايض أيضًا.
يُعتقد أيضًا أن له صلة بكلٍ من سرطان المعدة وسرطان الرئة. كما يمكن أن تيتسبب في مشاكل في القرنية، التضيق الرئوي الخلقى، خلل تام في اتصال الأوردة الرئوية بالقلب، الصمم، وضمور العصب البصري.

### الجينات ذات الصلة
يمكن أن يكون لجين RHBDD2 دورًا في سرطان الثدي.
يمكن أن يكون لجين RHBDF1 دورًا في سرطان الوجه والرقبة.
يقوم جين RHBDD1 بتكسير بروتين بي سي إل-2، الذي يعمل علي مكافحة استماتة الخلايا.
ويمكن أن يكون لجميع هذه الجينات دورًا في مرض السكري.

## التشخيص

### التشخيص التفريقي
التشخيص التفريقي واسع جدًا ويتضمن تفريق هذا المرض عن الأمراض التالية
- داء بوشكة-فيشر براور.
- مرض السماك كورث-ماكلين.
- متلازمة جامبورغ نيلسن
- مرض غراي
- متلازمة هابر
- متلازمة جاداسون – ليفاندوفسكي
- داء زيادة سمك الجلد المسامس سبينولوزا ديكالفان
- متلازمة القرنية الجلدية السماك الخلقي
- متلازمة القرنية الجلدية
- مرض ميليدا
- متلازمة فرط الغشاء المخاطي
- متلازمة نيجيلي - فرانشيشتي - جاداسون
- مرض ناكسوس
- متلازمة أولمستيد
- مرض القرنية الجلدية مع الطلوان الشرجي التناسلي
- الاعتلال العصبي المستقلي الحاد
- داء الورم الحليمي غوجيروت والكرتيود
- متلازمة بابيلون ليفر
- مرض القرنية الجلدية المنقط
- متلازمة ريتشنر هانهارت
- متلازمة شوبف-شولز-باسارج
- مرض أونا ثوست
- متلازمة فوهونكل
- التهاب الجلد وونغ

## العلاج
يتم علاج هذه المتلازمة باستخدام الرتينويدات الجهازية.

## المصطلحات
تُعرف هذه المتلازمة بعدة أسماء أخري منها القرنية الموروثة مع سرطان المريء، القرنية الوريدية غير الوبائية، القرنية البؤرية مع سرطان المريء، القرنية الوريدية النخامية المرتبطة بسرطان المريء، التايلوزيز، والتايلوزيز المرتبط بسرطان المرئ.